# Rabenkirchen-Faulück
Rabenkirchen-Faulück település Németországban, Schleswig-Holstein tartományban. Lakosainak száma 611 fő (2023. december 31.). Rabenkirchen-Faulück Oersberg, Kappeln, Grödersby, Winnemark, Thumby, Boren, Dollrottfeld és Scheggerott községekkel határos.

## Népesség
A település népességének változása:
| Lakosok száma | 789  | 619  | 631  | 632  | 632  | 659  | 611  |
|               | 1975 | 2014 | 2017 | 2019 | 2021 | 2022 | 2023 |